# Ізбиця (Мазовецьке воєводство)
Ізбиця (пол. Izbica) — село в Польщі, у гміні Сероцьк Леґьоновського повіту Мазовецького воєводства.
Населення — 335 осіб (2011).
У 1975-1998 роках село належало до Варшавського воєводства.

## Демографія
Демографічна структура станом на 31 березня 2011 року:
|          | Загалом | Допрацездатний вік | Працездатний вік | Постпрацездатний вік |
| -------- | ------- | ------------------ | ---------------- | -------------------- |
| Чоловіки | 165     | 38                 | 114              | 13                   |
| Жінки    | 170     | 41                 | 104              | 25                   |
| Разом    | 335     | 79                 | 218              | 38                   |